# Ras el Oued (ort)
Ras el Oued är en ort i Marocko.   Den ligger i regionen Fès-Meknès, 260 km öster om huvudstaden Rabat.